# Новопреображенский сельсовет
Новопреображенский сельсовет — сельское поселение в Чановском районе Новосибирской области Российской Федерации.
Административный центр — посёлок Новопреображенка.

## История
Статус и границы сельского поселения установлены Законом Новосибирской области от 2 июня 2004 года № 200-ОЗ «О статусе и границах муниципальных образований Новосибирской области»

## Население
| 2002 | 2010 | 2012 | 2013 | 2014 | 2015 | 2016 |
| ---- | ---- | ---- | ---- | ---- | ---- | ---- |
| 1109 | ↘986 | ↘974 | ↘942 | ↘924 | ↘910 | ↘896 |
| 2017 | 2018 | 2019 | 2020 | 2021 |      |      |
| ↘885 | ↘862 | ↘855 | ↘845 | ↘841 |      |      |

## Состав сельского поселения
| № | Населённый пункт | Тип населённого пункта          | Население |
| - | ---------------- | ------------------------------- | --------- |
| 1 | Кошкуль          | аул                             | ↘469      |
| 2 | Кошкуль          | станция                         | ↘94       |
| 3 | Новопреображенка | посёлок, административный центр | ↘423      |